# Magic moment…
『magic moment…』（マジック・モーメント）は、スケボーキングの3作目のアルバム。2000年9月27日発売。発売元はワーナーミュージック・ジャパン。

## 収録曲
1. test me
作詞：SHUN、SHIGEO
作曲：SHUYA
2. EPISODE 1 feat.Kj
作詞：SHUN、SHIGEO、KENJI
作曲：SHIGEO
1stシングル
3. Fresh mode anthem
作詞：SHUN、SHIGEO
作曲：SHUYA
4. LADIES DON'T FIGHT
作曲：SHIGEO
5. REST OR BEST?(High and Low Panic Tune)
作詞：SHUN、SHIGEO
作曲：SHUN
EPISODE 1のトラックを用いた楽曲。
6. Finally feat.坂本美雨
作詞：SHUN、SHIGEO、坂本美雨
作曲：SHIGEO、坂本美雨
2ndシングル。
7. PLAYBACK
作詞：SHUN、SHIGEO
作曲：MAC
8. YAGAI PROGRAM feat.Shin'G-ROY
作詞：Shin'G-ROY、SHUN、SHIGEO
作曲：SHIGEO
9. KAMONEGI HALL
作詞：SHUN、SHIGEO
作曲：MAC
10. M.R.T
作詞：SHUN、SHIGEO
作曲：SHUYA
11. Till Dawn
作詞・作曲：SHIGEO
12. Child's Replay
作詞：SHUN、SHIGEO
作曲：SHIGEO
3rdシングル

## 参加ミュージシャン
- SHIGEO：MC、guitar、vocoder、programming
- SHUN：MC、piano、programming
- SHUYA：DJ、programming
- MASH：BASS
- MAC：DRUMS、programming
- HAKUCHO：guitar
- 降谷建志：MC(M-2)
- 坂本美雨：vocal(M-6)
- Shin'G-ROY：MC(M-8)